# Thun Tigers 2023
Questa voce raccoglie le informazioni riguardanti i Thun Tigers nelle competizioni ufficiali della stagione 2023.

## Lega Nazionale A 2023

### Stagione regolare
| 2 aprile 2023 3ª giornata | Bern Grizzlies | 14 – 20 | Thun Tigers |  |

| 10 aprile 2023 4ª giornata | Thun Tigers | 28 – 17 (7-0 7-14 7-3 7-0) | Gladiators Beider Basel |  |

| 23 aprile 2023 6ª giornata | Zürich Renegades | 16 – 28 | Thun Tigers |  |

| 30 aprile 2023 7ª giornata | Thun Tigers | 52 – 7 (14-0 17-0 14-0 7-7) | Winterthur Warriors |  |

| 6 maggio 2023 8ª giornata | Geneva Seahawks | 28 – 33 (7-0 0-17 7-3 14-13) | Thun Tigers |  |

| 21 maggio 2023 9ª giornata | Calanda Broncos | 52 – 31 | Thun Tigers |  |

| 4 giugno 2023 11ª giornata | Thun Tigers | 17 – 54 | Calanda Broncos |  |

| 10 giugno 2023 12ª giornata | Winterthur Warriors | 24 – 40 | Thun Tigers | (230 spett.) |

| 17 giugno 2023 13ª giornata | Thun Tigers | 35 – 13 (14-0 14-0 0-13 7-0) | Bern Grizzlies |  |

| 24 giugno 2023 14ª giornata | Thun Tigers | 12 – 20 | Zürich Renegades |  |

### Playoff
| 8 luglio 2023 Semifinale | Zürich Renegades | 41 – 45 (14-7 14-16 0-12 13-10) | Thun Tigers |  |

| 15 luglio 2023 Swiss Bowl | Calanda Broncos | 53 – 21 (13-0 26-0 7-7 7-14) | Thun Tigers | (1390 spett.) |

## Statistiche di squadra
| Competizione      | %Vittorie | In casa | In casa | In casa | In casa | In casa | In casa | In trasferta | In trasferta | In trasferta | In trasferta | In trasferta | In trasferta | Totale | Totale | Totale | Totale | Totale | Totale |
| Competizione      | %Vittorie | G       | V       | N       | P       | Pf      | Ps      | G            | V            | N            | P            | Pf           | Ps           | G      | V      | N      | P      | Pf     | Ps     |
| ----------------- | --------- | ------- | ------- | ------- | ------- | ------- | ------- | ------------ | ------------ | ------------ | ------------ | ------------ | ------------ | ------ | ------ | ------ | ------ | ------ | ------ |
| Stagione regolare | .700      | 5       | 3       | 0       | 2       | 144     | 111     | 5            | 4            | 0            | 1            | 152          | 134          | 10     | 7      | 0      | 3      | 296    | 245    |
| Playoff           | .500      | 0       | 0       | 0       | 0       | 0       | 0       | 2            | 1            | 0            | 1            | 66           | 94           | 2      | 1      | 0      | 1      | 66     | 94     |
| Totale            | .667      | 5       | 3       | 0       | 2       | 144     | 111     | 7            | 5            | 0            | 2            | 218          | 228          | 12     | 8      | 0      | 4      | 362    | 339    |